# Bronzino
Agnolo di Cosimo Bronzino, pravog imena Agnolo Tori (Monticelli, kraj Firence, 17. studenog 1503. – Firenca, 28. studenog 1572.), bio je talijanski slikar. Slikao je na prijelazu renesanse u manirizam i poznat je kao učenik i suradnik Jacopa Pontorma. Freskama je oslikao Villu Imperiale u Pesari, a u Firenci palače Vecchio i Medici-Riccardi. 
Slikao je brojne sakralne i mitološke kompozicije (Polaganje u grob; Venera, Kupid, Ludost i Vrijeme). Bio je i značajan portretist svečanih likova bogato dekorirane odjeće, poglavito obitelji Medici (Portret Marije Medici; Eleonora Toledska i sin Giovanni Medici; itd.). Pisao je i pjesme bliske Petrarkinoj poeziji.
Njegov nadimak Bronzino („brončani”) se vjerojatno odnosio na njegov tamniji ten ili crvenkastu kosu. Neki tvrde da je Bronzino imao tamniju kožu zbog Addisonove bolesti. 

## Životopis
Bronzinov omiljeni učenik je bio Alessandro Allori, koji je živio u njegovoj obiteljskoj kući. Bronzino je proveo većinu karijere u Firenci.
Bronzina je prva primila obitelj Medici. Bronzinovi portreti su često statični, elegantni i stilski. Ove poznate slike postoje u mnogim verzijama i kopijama. Bronzino je najpoznatiji po radovivima koji prikazuju vojvode i vojvotkinje. Bronzinovi su portreti alegorijski, primjerice slika Neptun, koja prikazuje generala Andrea Doriju kao rimskog boga mora Neptuna (Posejdona). Tijekom 1540./41., Bronzino je počeo raditi na fresci u kapeli Eleanora di Toledo u Palači Vecchio. Elegantna i klasična, ova djela vjerskog karaktera su odlične ilustracije iz sredine 16. stoljeća. Takva je slika Prijelaz preko Crvenog mora. Bronzinova poznata slika je Venera, Kupid, Ludost i Vrijeme, koja prikazuje gole bogove i alegoriju. Mnoga Bronzinova djela su još uvijek u Firenci, ali drugi primjeri mogu se naći u Nacionalnoj galeriji u Londonu i drugdje. 
Bronzino je umro 23. studenog 1572.

## Odabrana djela
- Sv. Marko (oko 1525.) - ulje na drvu, Kapela Capponi, Sv. trojstvo, Firenca.
- Sv. Matej (oko 1525.) - ulje na drvu, Kapela Capponi, Sv. trojstvo, Firenca.
- Sv. Sebastijan (1525. – 1528.) - ulje na drvu, 87 x 77 cm, Muzej Thyssen-Bornemisza, Madrid.
- Pietà (oko 1530.) - ulje na drvu, 105 x 100 cm, Uffizi, Firenca.
- Alegorijski portret Dantea (oko 1530.) - ulje na drvu, 127 x 120 cm, Nacionalna galerija, Washington.
- Portret dame u zelenom (1530. – 1532.) - ulje na drvu, 76,7 x 65,4 cm, Kraljevska kolekcija, Windsor.
- Sveta obitelj (1534. – 1540.) - ulje na drvu, 124.5 x 99.5 cm, Kunsthistorisches Museum, Beč.
- Poklonstvo pastira (1535. – 1540.) - ulje na drvu, 65,3 x 46,7 cm, Muzej umjetnosti, Budimpešta.
- Portret Ugolina Martellija (prije 1537.) - ulje na drvu, 102 x 85 cm, Staatliche Museum, Berlin.
- Portret Bartolomea Panciatichija (oko 1540.) - Tempera na drvu, 104 x 84 cm, Uffizi, Firenca.
- Sveta obitelj (oko 1540.) - ulje na drvu, 117 x 93 cm, Uffizi, Firenca.
- Portret mladića (oko 1540.) - ulje na drvu, 96 x 75 cm, Metropolitan, New York.
- Venera, Kupid, i Vrijeme (Alegorija; 1540. – 1545.) - ulje na drvu, 146 x 116 cm, Nacionalna galerija, London.
- Prijelaz preko Crvenog mora (1540. – 1545.) - Freska, 320 x 490 cm, Palazzo Vecchio, Firenca
- Poklonstvo brončane zmije (1540. – 1545.) - Freska, 320 x 385 cm, Palazzo Vecchio, Firenca.
- Polaganje u grob (1540. – 1545.) - ulje na drvu, 268 x 173 cm, Musée des Beaux- Arts, Besançon.
- Portret djevojke (1541. – 1545.) - ulje na drvu, 58 x 46,5 cm, Uffizi, Firenca.
- Portret Biae de' Medici (oko 1542.) - Tempera na drvu, 63 x 48 cm, Uffizi, Firenca.
- Cosimo I. Medici (1545.) - ulje na drvu, 74 x 58 cm,  Uffizi, Firenca.
- Eleonora od Toleda (oko 1545.) - ulje na drvu, 115 x 96 cm,  Uffizi, Firenca.
- Lucrezia Panciatichi (oko 1545.) - ulje na drvu, 101 x 82.8 cm, Uffizi, Firenca.
- Stefano Colonna (1546.) - ulje na drvu, 125 x 95 cm, Galleria Nazionale d'Arte Antica, Rim.
- Giovanni de' Medici (oko 1549.) - Tempera na drvu, 58 x 46 cm, Uffizi, Firenca.
- Don Garcia de' Medici (1550.) - ulje na drvu, Prado, Madrid

## Galerija
- Portet Bie de Medici
- Portret Giuliana di Piero de' Medici
- Polaganje u grob, sada u Besanconu
- Sveta obitelj sa sv. Ivanom i sv. Anom
- Portret Lucrezie Panciatichi
- Izraelci prelaze Crveno more
- Portret mladića s knjigom
- Cosimo I. de' Medici u oklopu